# Mobil ügynök
Az informatikában a mobil ügynök olyan szoftver, amelyek önállóan képes más számítógépre mozogni, és ott folytatni a működését.
A mozgó ügynökök a mobil szoftverkód és a szoftver-ügynök paradigmák megvalósításai. A távoli eljáráshívással és az igény szerinti kódletöltéssel összehasonlítva a fő különbséget az adja, hogy a mobil ügynökök maguk dönthetnek mozgásukról a végrehajtásuk folyamán. Ez teszi a mobil ügynök technológiát kiváló eszközzé elosztott rendszerek fejlesztéséhez.
A mobil ügynökök előnyei a hagyományos ügynöktechnológiákkal szemben:
- Az adatok helyett képes a kód mozgatására, ezzel hálózati forgalmat spórol (az adatok gyakorta nagyobbak, mint a feldolgozásukhoz szükséges szoftverkód)
- Aszinkron végrehajtás (az ügynök képes önálló munkára, nem kell irányítani)
- Jó alkalmazkodóképesség: a végrehajtás függhet a futtató környezet sajátosságaitól
- Jól tűri a hálózati problémákat (például képes úgy működni, hogy a szerver és a kliens között megszűnt a hálózati kapcsolat)
- Rugalmas karbantartás: változásokhoz, frissítésekhez csak a hálózaton keringő ügynököket kell lecserélni, nem a csomópontokat

Az ügynök rendszerek általában az alábbi szolgáltatásokat nyújtják:
- Erőforrás felderítés, nyomonkövetés
- Információ bányászat
- Hálózat menedzsment
- Rugalmas szoftver-telepítés

## Külső hivatkozások
- http://www.agentos.net/ – Mobile Agent Technologies. Az AgentOS kifejlesztője, az Automatic Thread Migration (ATM) fejlesztője
- https://web.archive.org/web/20051124151106/http://csrc.nist.gov/mobileagents/projects.html – a National Institute for Standards and Technology ügynökbiztonsággal foglalkozó oldala
- http://www.fipa.org Mobil ügynökökkel foglalkozó szervezet